# Dražica (Borovnica)
Dražica é um assentamento localizado no município de Borovnica na Eslovênia. Possuía uma população estimada de 97 habitantes em 2020.